# Surinaamse parlementsverkiezingen 1880
De Surinaamse parlementsverkiezingen in 1880 vonden plaats in maart van dat jaar. 
Er konden drie leden voor de Koloniale Staten gekozen worden in verband met het periodiek aftreden van J.F.A. Cateau van Rosevelt, A.J. van Emden en C. van Lier.
| Kandidaat                                         | Stemmen in de eerste ronde | resultaat |
| ------------------------------------------------- | -------------------------- | --------- |
| A.J. van Emden                                    | 60                         | gekozen   |
| J.F.A. Cateau van Rosevelt                        | 55                         | gekozen   |
| C. van Lier                                       | 48                         | gekozen   |
| J. Colaço Belmonte                                | 9                          | x         |
| meerdere andere personen met minder dan 8 stemmen |                            |           |

Bij deze verkiezingen mochten alleen mannen die aan bepaalde voorwaarden voldeden (censuskiesrecht) stemmen. Bij de eerste ronde waren er 71 geldig uitgebrachte stembiljetten waarbij een kiezer voor meer dan een kandidaat kon stemmen. Er waren drie zetels te verdelen en om in de eerste ronde gekozen te kunnen worden had een kandidaat de volstrekte meerderheid nodig (minstens 36 stemmen). Precies drie kandidaten voldeden aan die voorwaarde zodat er geen tweede ronde nodig was.
Met ingang van het nieuwe zittingsjaar op 11 mei 1880 (2e dinsdag van mei) had de Koloniale Staten de volgende dertien leden:
| Naam                       | Gepland jaar van aftreding | Bijzonderheden                                                    |
| -------------------------- | -------------------------- | ----------------------------------------------------------------- |
| D. Juda*                   | 1881                       | voorzitter                                                        |
| J.B. Vos*                  | 1881                       | vicevoorzitter                                                    |
| C.D. Brakke*               | 1881                       | in 1881 opgevolgd door A.H.A.M.H. Borret* die begin 1882 opstapte |
| J.F. Saile Vanier*         | 1881                       |                                                                   |
| H. Barnett                 | 1882                       |                                                                   |
| A.J. da Costa              | 1882                       |                                                                   |
| Ph.H. Verbeek              | 1882                       | in 1880 opgevolgd door A. d'Angremond                             |
| G.H. Barnet Lijon          | 1884                       |                                                                   |
| M.S. van Praag             | 1884                       |                                                                   |
| J.A. Salomons              | 1884                       | in 1880 opgevolgd door A. Salomons                                |
| J.F.A. Cateau van Rosevelt | 1886                       |                                                                   |
| A.J. van Emden             | 1886                       | in 1880 opgevolgd door C.J. Heylidy                               |
| C. van Lier                | 1886                       |                                                                   |

* = benoemd door de gouverneur